# Myzinský most
Myzinský most (rusky Мы́зинский мост, občas hovorově taky Karpovský, rusky Ка́рповский) je silniční most v Nižním Novgorodě. Vede přes řeku Oku, spojuje jih Nagorné části města (Priokský rajon) a silnici na Kazaň s jihem a západem Zarečné části města (Leninský, Avtozavodský, Kanavinský a Moskovský rajony).

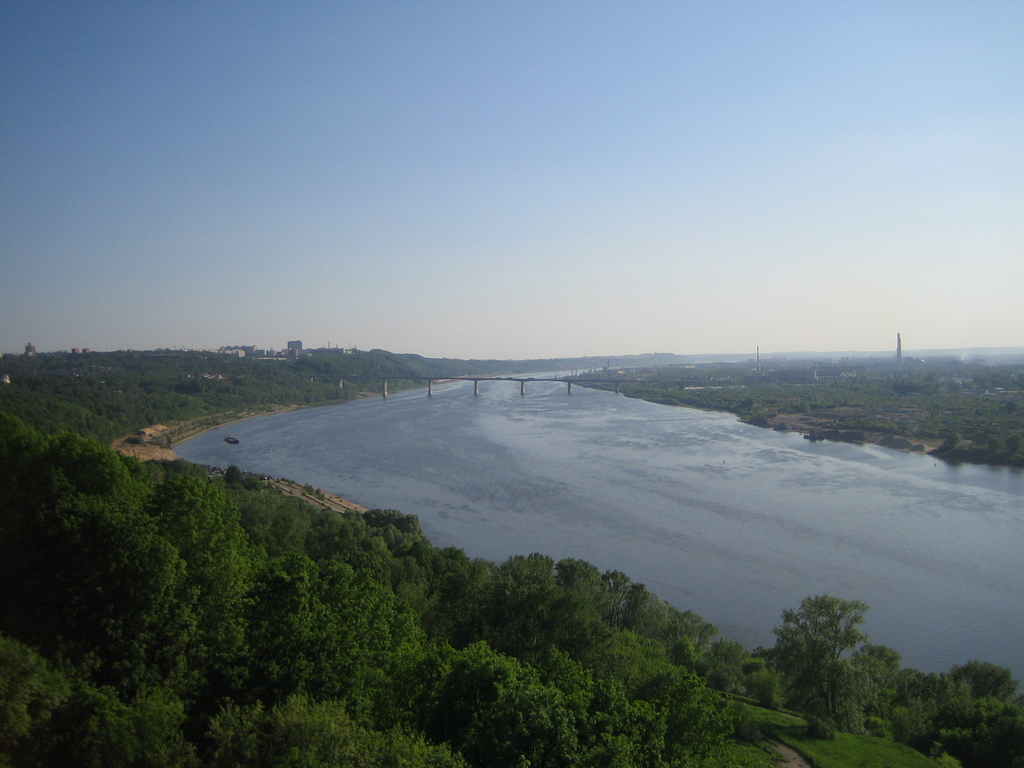
Pohled na most z parku „Švýcarsko“

 Most je dlouhý 1006 m a široký 27 m, maximální výška nad průměrnou hladinou vody je 50 m. Konstrukčně je spojitým nosníkem, smontovaným z železobetonových prvků, vážících na 60 tun, slepených dohromady pomocí epoxidového lepidla a spojených předpjatou výztuží. Stavba se začala v roce 1972. Most byl zprovozněn 6. srpna 1981. V letech 2003, 2010 a 2018 proběhly opravy mostu.

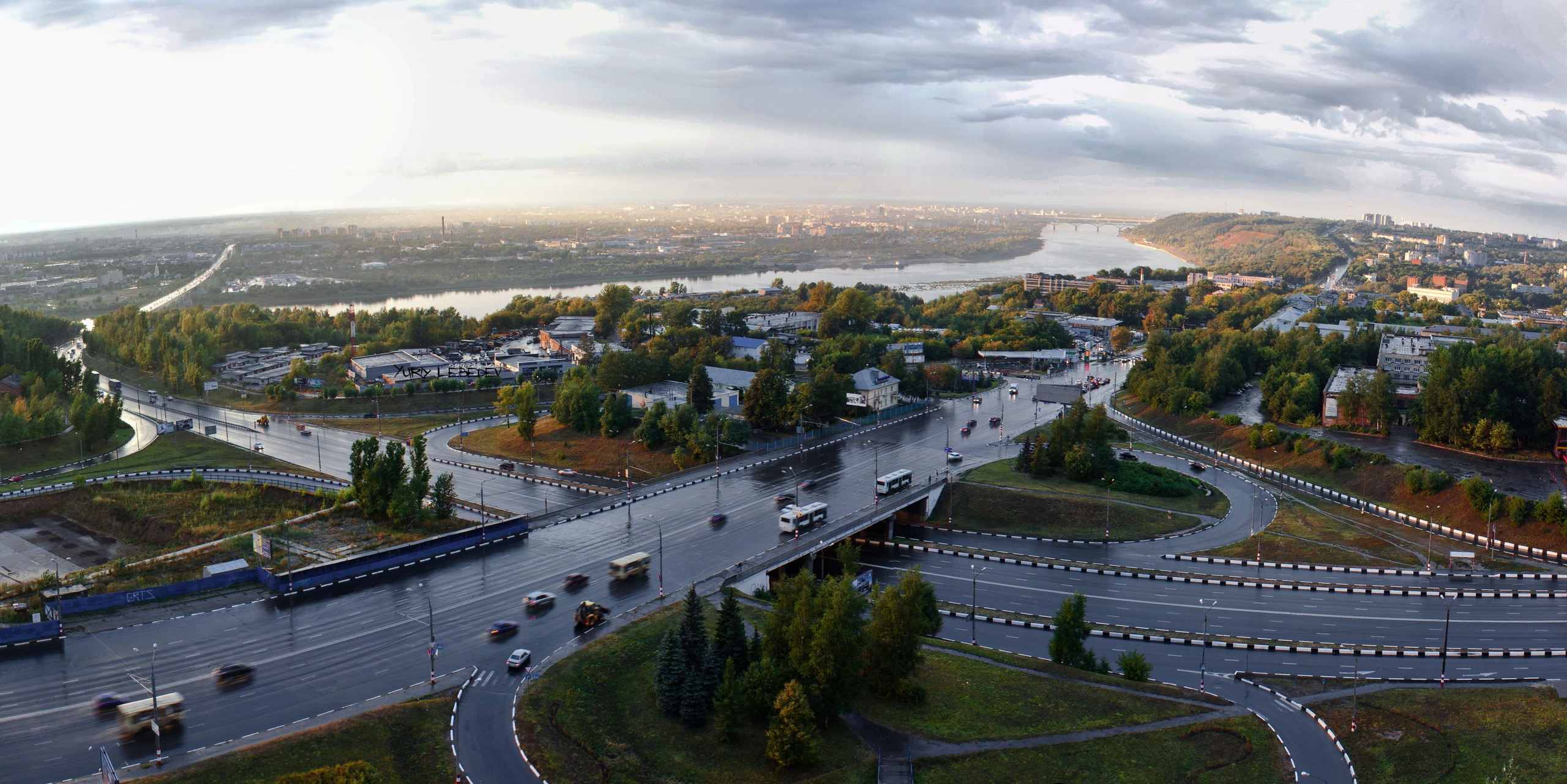
Mimoúrovňová křižovatka s Gagarinovou třídou na pravém břehu, v dálce je vidět Molitovský most a Metromost

 Až do roku 2003 vedly po mostě tramvajové koleje, nebyly však nikdy napojeny na tramvajovou síť. Roku 2003 bylo rozhodnuto o jejich odstranění, protože prý svou kluzkostí přispívaly vysokému počtu nehod. Avšak jejich počet poklesl jen mírně. Příčinou častého výskytu nehod je značný sklon mostu (pravý břeh Oky je zde skoro o 50 m vyšší než ten levý) a hustý provoz nákladních aut. Konstrukce mostu znemožňuje instalaci svodidel. 1. února 2013 byl most na popud Nižněnovgorodského biskupství posvěcen pravoslavnými kněžími. Ani to však nepomohlo.
Od otevření mostu přes něj vedla federální dálnice M7 „Volha“ (Moskva – Nižnij Novgorod – Kazaň – Ufa), součást Evropské silnice E22. Roku 2008 byla trasa M7 převedena na nový Striginský most, postavený jako součást městského obchvatu.
Most se jmenuje po území Myza na pravém břehu, součásti Priokskéko rajonu. V 18. století zde předseda Nižněnovgorodského trestného soudu K. M. Rebinder, pobaltský rodák, založil vedle své vesnice Ljachovo farmu, jíž dal název Myza na pobaltský způsob (estonsky mõis – příměstské sídlo s vlastním hospodářstvím). Most se občas taky hovorově jmenuje Karpovským, podle architektonického skvostu, Spaso-Preobraženské „Karpovské“ církve, připomínající někdejší vesnici Karpovka na levém břehu Oky.